# Lungcancer
Lungcancer är en tumörsjukdom som orsakas av att mutationer uppstår i celler i lungan, vilket leder till okontrollerad celldelning. Tillväxten av tumören kan leda till metastasering, vilket innebär att cancern sprids och får fäste på andra platser än där ursprungstumören är belägen. Den största andelen av lungtumörer är carcinom vilket innebär att de härstammar från epitelceller. Lungcancer, som står för flest dödsfall av alla cancersjukdomar bland män och näst flest bland kvinnor (efter bröstcancer), orsakar 1,2 miljoner dödsfall årligen i världen. De vanligaste symptomen på lungcancer är andfåddhet, hosta (och hemoptys), och viktnedgång.
De vanligaste typerna av lungcancer är icke-småcellig lungcancer och småcellig lungcancer. Icke-småcellig lungcancer utgör cirka 85 procent av det totala antalet lungcancerfall och små-cellig lungcancer cirka 15 procent. Resterande andel är mycket liten och utgörs av ovanliga lungcancerformer som exempelvis carcinoider. Icke-småcelliga carcinom behandlas i första hand kirurgiskt om tumören upptäcks i tid, men ofta krävs även systemisk behandling med cellgifter eller immunterapi och eventuellt riktad strålbehandling. Småcellig cancer angrips sällan kirurgiskt utan behandlas vanligtvis med kemoterapi och strålbehandling, men prognosen för denna cancerform är generellt sett dålig med låg 5-årsöverlevnad.
Den vanligaste orsaken till lungcancer är rökning. Förekomsten hos icke-rökare, vilka står för 10–15 procent av alla lungcancerfall, beror ofta på genetiska faktorer och miljöfaktorer, till exempel radon, asbest eller luftföroreningar.
Lungcancer kan ofta ses på röntgen och diagnos bekräftas med hjälp av biopsi. Vanligtvis görs denna vid en bronkoskopiundersökning eller genom datortomografi-guidad biopsitagning. Behandling och prognos beror på cancertyp, hur spridd tumören är och patientens övriga hälsotillstånd. Med behandlingen är femårsöverlevnaden 13–14 procent.

## Klassificering
Det finns två huvudtyper av lungtumörer: icke-småcelliga (cirka 85 procent) och småcelliga (cirka 15 procent). Denna histologiska uppdelning har viktiga implikationer för den kliniska behandlingen och sjukdomsprognosen.

### Icke-småcelliga lungcancer
Denna grupp består av carcinom som har liknande behandling och prognos. Det finns tre undergrupper:
- Skivepitelcarcinom som står för 25–30 procent av lungcancrar och ofta har fäste nära en central bronk. Ofta återfinns en håla inuti tumören. Skivepitelcarcinom växer ofta långsammare än andra cancersorter.
- Adenocarcinom står för 30–40 procent av lungcancersjukdomarna och har ofta sitt ursprung i perifer lungvävnad. Adenocarcinom är den vanligaste lungcancern hos icke-rökare även om det precis som i alla sorters lungcancrar är rökning som är den största riskfaktorn. Olika typer av specifika tumörmutationer (exempelvis EGFR[5]-mutation eller ALK[6]-mutation) förekommer framförallt i denna grupp och är viktiga då det finns specifik målinriktad behandling att ge i dessa fall.
- Storcelliga carcinom står för cirka 10 procent av alla lungcancersjukdomar. De innefattar alla icke småcelliga tumörtyper av carcinom som varken är adenocarcinom eller skivepiteltumörer.[7]

### Småcelliga lungcarcinom
Småcelliga lungcarcinom, också kallade ”oat meal carcinoma”, är ovanligare än icke-småcelliga carcinom. De tenderar att uppkomma i de större luftvägarna (primära och sekundära bronki) och växer snabbt till stor storlek. Tumörerna innehåller neurosekretoriska granula (som innehåller neuroendokrina hormon), som ger denna cancerform endokrina effekter. Småcelliga lungcarcinom är inledningsvis känsliga för kemoterapi, men har ofta den sämsta prognosen och har ofta metastaserat vid diagnosering. Denna typ av lungcancer är starkt associerad till rökning.

### Andra sorter
Hos barn är den vanligaste typen av lungcancer pleuropulmonära blastom och carcinoida tumörer. Sarkom kan ofta metastasera till lungorna, men också i sällsynta fall primärt starta där.

### Sekundära cancrar
Det är vanligt att cancer metastaseras till lungorna från tumörer i andra delar av kroppen. Sekundär cancer identifieras beroende på ursprungsvävnaden: en bröstcancermetastas i lungorna är således fortfarande en bröstcancer. De har ofta en karaktäristisk rund form på röntgen. Hos barn är majoriteten av all lungcancer sekundär.
Primär lungcancer metastaserar oftast till binjurarna, levern, hjärnan och benvävnad.

## Stadieindelning
Stadieindelning är en bestämning av graden av spridning från en tumörs uppkomstplats. Det är en viktig faktor som påverkar prognos och potentiella behandlingsmöjligheter. Icke-småcelliga carcinom indelas från IA (ett, A: bästa prognos) till IV (fyra: sämsta prognos). Småcelliga carcinom klassificeras som antingen begränsade, om carcinomet är begränsat till en lunga och kan strålbehandlas, eller omfattande.
Stadieindelningen bestäms utifrån tumörens storlek och växtsätt lokalt och eventuell förekomst av dottertumörer (metastaser) i lymfkörtlar eller på andra platser och organ i kroppen. För detta används klassificeringssystemet TNM (engelska: Tumor, Nodes, Metastases), där ursprungstumören (T), förekomst av tumörceller i bröstkorgens lymfkörtlar (N) och eventuella fjärrmetastaser (M) bedöms. Varje bokstav får ett eget stadium, som sedan sammanvägs till det övergripande tumörstadiet. Både radiologiska avbildningsmetoder och histopatologiska (vävnadsanalytiska) resultat vägs in i bedömningen.
Ursprungstumören bedöms med avseende på största mått och huruvida den växer in i angränsande organ och strukturer såsom bröstkorgsvägg, hjärta, stora kärl eller diafragma. Lymfkörtlarna i bröstkorgen bedöms utifrån tillgängliga metoder - i praktiken ofta en kombination av radiologi och vävnadsprov - huruvida de innehåller tumörceller. Lymfkörtlarna i bröstkorgen är belägna på särskilda lokaler (lymfkörtelstationer) och avgörande för stadieindelningen är vilka av dessa stationer som är engagerade av tumörväxt. Slutligen bedöms om det finns tumörspridning till andra platser i kroppen, företrädesvis till andra organ eller till skelettet. Detta sker med hjälp av radiologiska metoder, i huvudsak CT eller 18F-FDG PET-CT samt MR av hjärnan.

## Symptom
Debutsymptomen vid lungcancer är ofta ganska ringa. De diffusa symptomen gör att man oftast söker hjälp för sent och även att den icke-specialiserade vården inte inser allvaret tillräckligt snabbt. Symptom som kan tyda på lungcancer inkluderar:
- Dyspné (andnöd)
- Hemoptys (hosta blod)
- Kronisk hosta eller förändring av hosta
- Pipande och väsande andning
- Bröst- eller buksmärtor
- Viktnedgång, trötthet, nedstämdhet och tappad matlust
- Heshet
- Sväljsvårigheter

Om cancern växer i luftvägarna kan det hindra luftflödet och försvåra andningen. Detta kan leda till en ansamling av sekret bakom hindret, vilket kan leda till ökad risk för lunginflammation. Lungcancertumörer har stor blodförsörjning och om ytan av tumören skadas kan upphostning av blod ske.
Beroende på typ av cancer kan ett paraneoplastiskt syndrom uppkomma. Effekter som kan uppkomma är Lambert-Eatons myastena syndrom (muskelsvaghet på grund av autoantikroppar), hyperkalcemi eller otillräcklig ADH-sekretion. Tumörer vid lungornas apex, kallade Pancoast-tumörer, kan invadera delar av det sympatiska nervsystemet vilket kan leda till svettning, ögonmuskelstörningar (tillsammans kallas detta Horners syndrom) och muskelsvaghet på grund av spridning till plexus brachialis.
Många av symptomen vid lungcancer (benvärk, feber och viktnedgång) är icke specifika och kan, speciellt hos äldre, bero på komorbiditet. Hos många patienter har cancern redan spridit sig vid symptom och sökande av vård. Vanliga metastaseringsplatser är hjärnan, ben, binjurarna, (andra) lungan, levern, hjärtsäck och njurarna. Ungefär 10 procent av människor med lungcancer har inga symptom vid diagnosticering utan de upptäcks vid rutinkontroll.

## Orsaker
Den vanligaste orsaken till lungcancer (och cancer i stort) är carcinogener (såsom de som finns i tobaksrök), strålning och virusinfektioner. Exponering leder till en ansamling av förändringar av DNA hos vävnaden i lungornas bronker (bronkepitelet). Eventuellt kan en cancer utvecklas.

### Rökning
Rökning, speciellt cigarettrökning, är den absolut vanligaste orsaken till lungcancerutveckling. I västvärlden orsakas cirka 90 procent av lungcancrar av cigarettrökning. Hos manliga rökare är risken att utveckla lungcancer cirka 17 procent och hos kvinnor 12 procent. Hos icke-rökare är risken cirka 1 procent. Cigarettrök innehåller 60 kända carcinogener, till exempel nitrosaminer och bensopyren. Dessutom verkar rökning sänka kroppens immunförsvar mot malign vävnad.
Ju mer en person röker, desto mer ökar risken för lungcancer. Om en person slutar röka sjunker denna risk allteftersom skadad lungvävnad ersätts och skadliga ämnen förs bort. Dessutom är prognosen vid lungcancer bättre hos icke-rökare än hos rökare, och patienter som röker vid diagnostillfället har kortare överlevnadstid.
Passiv rökning är en orsak till lungcancer hos icke-rökare. En passiv rökare är någon som bor eller arbetar tillsammans med en rökare och man har kunnat visa på en signifikant ökning av lungcancerrisken hos denna grupp. Vissa undersökningar antyder att det kan vara farligare än direkt rökning.

### Radongas
Radon är en färg- och luktlös gas som bildas vid radioaktivt sönderfall av radium, en isotop i uranserien och härrör således från uran som förekommer naturligt i jordskorpan. Strålningen orsakar via jonisering så kallade fria radikaler som kan påverka genetiskt material och orsakar skador som kan vara maligna.
Radon är den näst största orsaken till lungcancer. Strålsäkerhetsmyndigheten uppskattar att ungefär 14 procent av antalet lungcancerfall i Sverige är orsakade av radon. Det motsvarar cirka 500 lungcancerfall per år. 450 av dessa är orsakade av radon i kombination med rökning medan 50 av fallen är icke-rökare. Lungcancer är den enda kända hälsorisken med radon.
Enligt IMM/KI: "Det är mer osäkert med riskbedömning för icke-rökare, men en nyligen genomförd studie tyder på att den relativa riskökningen hos dessa är lika stor som hos rökare. Detta motsvarar cirka 50 radonrelaterade lungcancerfall årligen bland icke-rökare i landet."
I en population som till viss del utgörs av rökare har man bestämt att åtgärder mot radon är motiverade. Världshälsoorganisationen (WHO), som tidigare hade gränsvärdet 1 000 Bq/m3, har ganska nyligen sänkte sitt gränsvärde till 100 Bq/m3. WHO säger dock samtidigt att man måste ta hänsyn till lokala faktorer som exempelvis den naturliga markradonhalten etc. Sverige har vi sedan länge gränsvärdet 200 Bq/m3 och enligt samstämmiga föreskrifter från Socialstyrelsen och Boverket är byggnadsägaren skyldig att vidta åtgärder om radongashalten ligger högre.
Enligt arbetsmiljöföreskrifter (AFS 2005:17) får radonhalten vid arbete i gruvor och underjordsanläggningar uppgå till 2,5 miljoner Bq-timmar/m3, vilket innebär 1 667 Bq/m3 vid 1 500 timmars effektiv årsarbetstid, således 8,5 ggr högre än gränsvärdet i bostäder - något som ger en fingervisning om att den faktiska farligheten för den enskilda individen vid de halter som i praktiken förekommer i bostäder (50 à 1 000 Bq/m3) är helt betydelselös vid sidan av övriga risker i livet.

### Luftföroreningar
Luftföroreningar i städer samt vissa typer av yrkesmässig exponering har också visat sig öka förekomsten av lungcancer. Dessa exponeringar innehåller polycykliska aromatiska kolväten (PAH), vilka kan aktiveras till mycket reaktiva kemiska föreningar som kan initiera cancerframkallande processer om de inte tas bort.

### Asbest
Asbest kan orsaka en mängd lungsjukdomar, inklusive lungcancer. Det finns en synergieffekt mellan tobaksrökning och asbestexponering. Asbest kan också orsaka pleuracancer, malignt mesoteliom, (vilket inte är en lungcancer).

### Virus
Det är visat att virus orsakar cancer hos djur, och nya studier visar på samma effekt hos människor. Dessa virus innefattar:
- Humant papillomavirus
- JC-virus
- Simianvirus 40
- BK-virus
- Cytomegalovirus

Dessa virus kan påverka cellcykeln och förhindra apoptos, vilket kan leda till okontrollerad celldelning.

## Patogenes
Precis som många andra cancrar så initieras lungcancer av aktivering av onkgener och inaktivering av suppressorgener. Onkogener är gener som tros kan orsaka cancer. Proto-onkogener tros kunna omvandlas till onkogener när de utsätts för vissa carcinogen. Mutationer i K-ras proto-onkogenen orsakar 10–30 procent av lungadenocarcinom.
Epidermal tillväxtfaktor-receptorn (EGFR) kontrollerar cellproliferation, apoptos, angigenes och tumörinvasion. Mutation som leder till en förstärkning av denna gen är vanliga vid småcellig lungcancer, vilket förklarar att EGFR-inhibitorer kan användas mot denna sortens lungcancer.

## Diagnostisering
Lungröntgen har traditionellt sett varit det första steget om en patient uppvisar symptom som kan tyda på lungcancer och gäller fortfarande som initialt utredningssteg. I praktiken har slätröntgen redan i ett tidigt skede av utredningen alltmer kommit att ersättas av datortomografi av bröstkorgen som är en betydligt känsligare metod. En konventionell lungröntgen (slätröntgen) kan påvisa lungtumör om denna är solid, men små och diffust växande tumörer kan missas. Andra tecken såsom förstorat mediastinum (tecken på metastasering till lymfknutor), atelektas (lungkollaps), lunginflammation eller pleural effusion (ansamling av pleuravätska i lungsäcken) kan föreligga vid lungcancer men är inte specifika fynd för det. Vid hög misstanke men avsaknad av radiologiska fynd på slätröntgen kan även bronkoskopi och/eller datortomografi utnyttjas. För att identifiera eventuell tumör tas en biopsi.
Vid välgrundad misstanke om lungcancer ska patienten enligt svensk nationell standard handläggas enligt så kallat standardiserat vårdförlopp (SVF) för lungcancer. Bedömning görs utefter givna kriterier, vilka ska leda fram till om misstanken är välgrundad. Är detta fallet leds patienten in i ett strukturerat förlopp av undersökningar i syfte att påskynda utredningen.
Förekomst av atypiska celler i sputum är associerat till en högre risk för lungcancer. Sputumprov kan tillsammans med andra undersökningar vara ett sätt att tidigt upptäcka cancern.
Differentialdiagnoser vid radiologiska fynd som kan tyda på lungcancer är infektiösa sjukdomar (till exempel TBC och lunginflammation) eller inflammatoriska syndrom (till exempel sarkoidos). Dessa sjukdomar kan också påverka lymfvävnad.

## Prevention
Prevention är det mest kostnadseffektiva sättet att bekämpa lungcancer. Trots att det råder stränga regler kring kända carcinogener i många länder är tobaksrökning fortfarande vanligt. Att minska tobaksrökningen är det effektivaste sättet att bekämpa lungcancer. I många länder finns lagar som förbjuder rökning på offentliga platser.
Vitamintillskott i tablettform har man inte kunnat visa minskar risken för lungcancer, tvärtom finns det tecken som tyder på att höga doser E-vitamin kan öka cancerrisken.
WHO har uppmanat till ett totalstopp av tobaksreklam, framförallt för att hindra att unga människor börjar använda tobak. Reklamstoppet uppger man har minskat tobakskonsumtionen i de länder där det har införts.

## Behandling
Hur lungcancer behandlas beror på celltyp, spridning samt patientens allmänstillstånd och övriga sjukdomar. Vanliga behandlingar för cancer i tidigt stadium är kirurgiskt avlägsnande av tumören och strålbehandling med eller utan tillägg av cellgifter. Effekten av cellgifter är begränsad på icke småcellig lungcancer, med en genomsnittlig ökning av 5-årsöverlevnad på endast 4 %.  För cancer i senare skede ges cellgifter och/eller immunterapi alternativt riktade molekylära terapier. Vid avancerad sjukdom är det också viktigt med palliativ vård för att förbättra livskvaliteten.

## Epidemiologi
Lungcancer orsakar årligen 1,2 miljoner dödsfall i världen. I Sverige drabbas cirka 3 000 per år av lungcancer. De flesta är äldre än 60 år men sjukdomen drabbar allt oftare även yngre.
Då lungcancer är starkt förknippad med rökning så har prevalensen hos kvinnor ökat dramatiskt på senare år på grund av den ökade rökfrekvensen i denna befolkningsgrupp. Det är numera nästan lika många kvinnor som män som drabbas.
Bland kända personer som avlidit av lungcancer kan nämnas Björn Afzelius, Walt Disney, Frank Gorshin, Andy Kaufman, Steve McQueen, Bengt Ekerot, Dean Martin, Margaretha Krook, Vincent Price, Michael Nyqvist och Sigge Fürst.